# Sistem za upravljanje vsebin
Content Management System (CMS, slovensko sistem za upravljanje vsebin) je sistem, ki omogoča urejanje in vzdrževanje vsebine spletnih strani brez znanja označevalnega jezika HTML. Urednik spletne strani tako lahko samostojno spreminja besedila, slike in druge elemente spletne strani brez pomoči podjetja ali osebe, ki je stran izdelalo. 
Osveževanje spletne strani s CMS sistemom je zelo preprosto, podjetja in posamezniki pa želijo redno ažurirane strani, zato je CMS vedno bolj priljubljen. 
Z njim lahko dodajate nove vsebine ali osvežujete stare, v večini CMS sistemov pa je omogočeno tudi nalaganje slik in drugih večpredstavnostnih vsebin ter vključevanje dodatkov (angleško add-ons, plugins, extensions, mods).
Med CMS sisteme uvrščamo tudi Wiki sisteme (npr. MediaWiki, na katerem deluje Wikipedija) in bloge (Wordpress).
Najbolj razširjen CMS je odprtokodna Joomla, razširjena pa sta tudi Drupal in Plone. Najbolj znana in razširjena lastniška rešitev (močno zastopana predvsem v poslovnih okoljih) pa je Microsoft Sharepoint.
Poznamo različne tipe CMSjev:
- Enterprise CMS (ECMS)
- Web CMS (WCMS)
- Sistem za upravljanje datotek (DMS)
- Sistem za upravljanje mobilnih vsebin
- Sistem za upravljanje komponentnih vsebin
- Sistem za upravljanje multimedijskih vsebin